# 杨泳梁
杨泳梁（1980年—）生于上海嘉定，是一位中国当代艺术家。 
1996年，他考入上海美术学院。 1999年考入中国美术学院视觉传达专业。  他以中国上海为创作基地。2000年代初期開始從事多媒體藝術創作。目前在紐約和上海兩地工作、生活。
作品擷取無數的城市影像，通過數位合成、重構並革新了中國山水。遠看是一副氣韻生動的山水巨冊，近觀卻似走進現代文明發展的縮影。作品在全世界被多個重要美術館、公共機構收藏，包括北京UCCA尤倫斯當代藝術中心、紐約大都會博物館、波士頓美術館、大英博物館、巴黎現代藝術博物館、墨爾本維多利亞國家美術館等等。